# Agustín Azcona
Agustín Azcona (??? - Madrid, octubre de 1855) actor i dramaturg espanyol, autor d'obres dramàtiques i sarsueles.
Poc se sap sobre aquest autor; va innovar com a autor dramàtic creant un nou subgènere teatral, que parodiava les òperes italianes d'èxit adaptant-les al género chico i a la sarsuela; van tenir molt d'èxit les paròdies d'obres de Gaetano Donizetti i de Vincenzo Bellini, com ara La venganza de Alifonso (1847), El sacristán de San Lorenzo (1847) i El suicidio de la Rosa (1847). La ciutat de Madrid li dedicà un carrer al barri de la Guindalera, com a mostra de l'alta estima que el poble de la ciutat tenia per l'autor. Entre les seves obres serioses figuren El rey de Argel, La pradera del canal i La Vergin del Puerto, així com la tragèdia Régulo i la comèdia Perico el de los palotes. Començava a quedar-se cec i va haver d'interrompre una Història de la Vila de Madrid, la primera part de la qual es va publicar l'any 1843. Va ser nomenat conservador del Teatre Real de Madrid.
Va ser també autor d'obres no dramàtiques, com la biografia Ana Bolena (1832) o la Historia de Madrid desde sus tiempos más antiguos hasta nuestros días (1843).

## Obres
- El Sacristán de San Lorenzo: sarsuela en tres quadres (música de Cristóbal Oudrid).
- El suicidio de Rosa: sarsuela en un acte.
- La pradera del canal: sarsuela en un acte
- Régulo: tragèdia novament escrita, en tres actes.
- Moreto: sarsuela en tres actes i en vers (música de Cristóbal Oudrid).